# Каплін Дмитро Олександрович
Дмитро́ Олекса́ндрович Ка́плін (1989—2022) — молодший сержант Збройних сил України; учасник російсько-української війни. Кавалер ордена «За мужність» (посмертно).

## Життєпис
Народився 1989 року в селі Ковалівка Полтавської області. Після закінчення школи працював механіком  ітехніком.
А коли у 2014 році розпочалась війна - пішов служити за контрактом у 1-й окремій танковій бригаді. Був учасником АТО та ООС. З початку російське вторгнення в Україну повернувся до лав ЗСУ. Танковий екіпаж знищив в Чернігові два танки та ДРГ.
Загинув 27 лютого 2022 році при обороні Чернігова разом з екіпажем.
Поховали в місті Чернігів на місці катастрофи. А 7 квітня його перепоховали в селі Ковалівка на Полтавщині.